# Nocera Umbra
Nocera Umbra – miejscowość i gmina we Włoszech, w regionie Umbria, w prowincji Perugia.
Według danych na rok 2004 gminę zamieszkiwało 5816 osób, 37 os./km².